# Гарса, Сесар
Се́сар Га́рса Канту́ (исп. César Garza Cantú; род. 1 июля 2005, Сан-Педро-Гарса-Гарсия, Нуэво-Леон) — мексиканский футболист, опорный полузащитник клуба «Монтеррей».

## Клубная карьера
Гарса — воспитанник клуба «Монтеррей». 22 октября 2023 года в матче против УНАМ Пумас он дебютировал в мексиканской Примере.

## Международная карьера
В 2024 году в составе молодёжной сборной Мексики Гарса выиграл домашний молодёжный Кубок КОНКАКАФ. На турнире он сыграл в матчах против команд Гаити, Панамы, Коста-Рики, Кубы и США. В поединке против гаитян и коста-риканцев Амаури забил по голу.

## Достижения
Международные
 Мексика (до 20)
- Победитель молодёжного чемпионата КОНКАКАФ — 2024